# Gorod 312
Gorod 312 (ryska: Город 312) är en kirgizisk musikgrupp.

## Karriär
Bandet bildades i huvudstaden Bisjkek år 2001 och består idag av fem medlemmar. De har släppt fyra studioalbum och ett livealbum. De blev populära då deras låt "Ostanus" var med i Timur Bekmambetovs film Day Watch från 2006. Bland deras andra kändare låtar finns "Obernis" vars musikvideo hade fler än 100 000 visningar på Youtube i augusti 2012. Den låten blev även den känd genom att vara med i en film, Timur Bekmambetovs The Irony of Fate 2 från 2007. Vid MTV Russia Music Awards år 2006 tog de emot priset för "årets genombrott".

## Diskografi

### Album
- 2005 - 213 Дорог
- 2006 - Вне зоны доступа
- 2007 - Обернись
- 2008 - Live
- 2010 - Новая музыка